# Hollenbeck Park

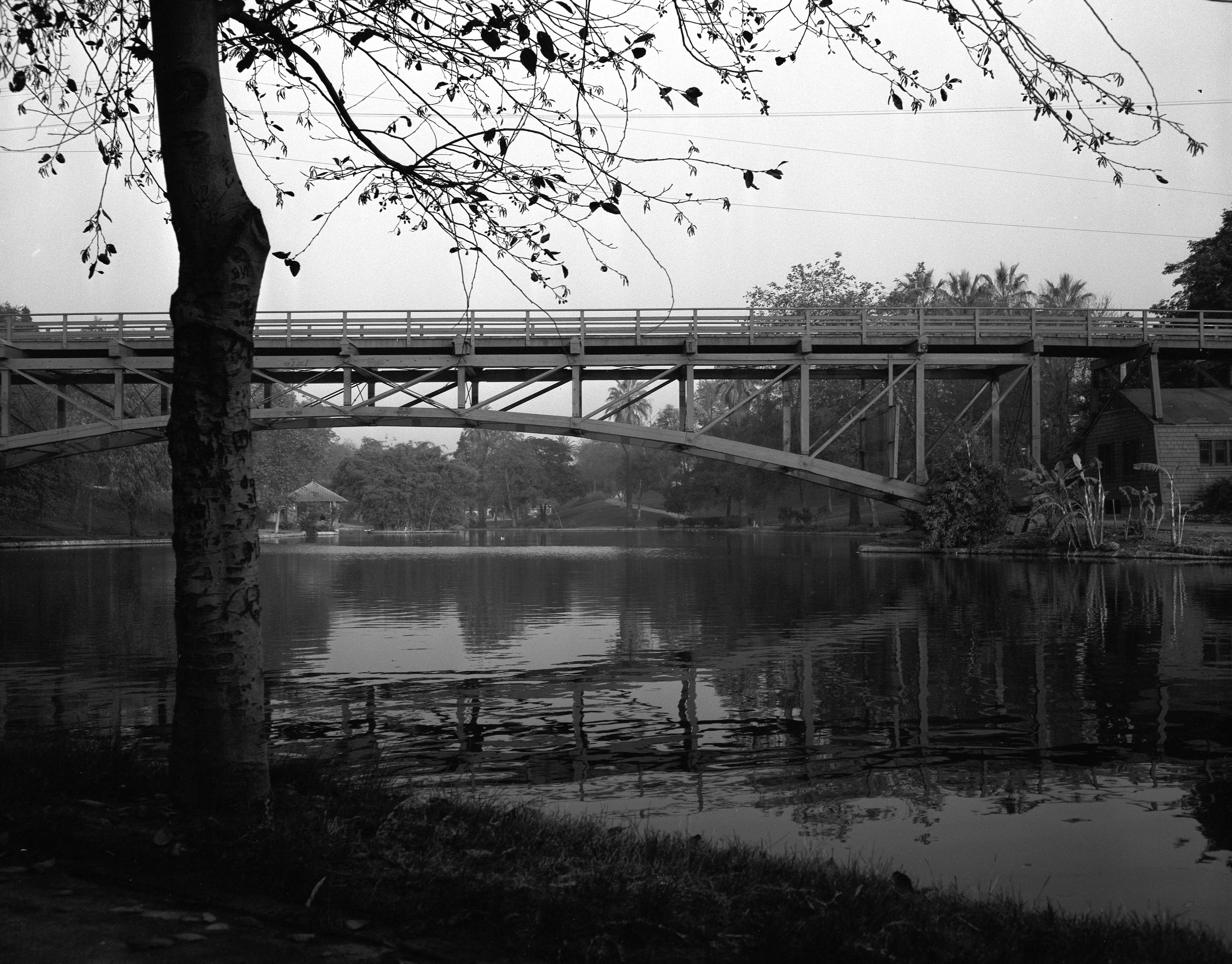
Il parco di Hollenbeck. circa 1955

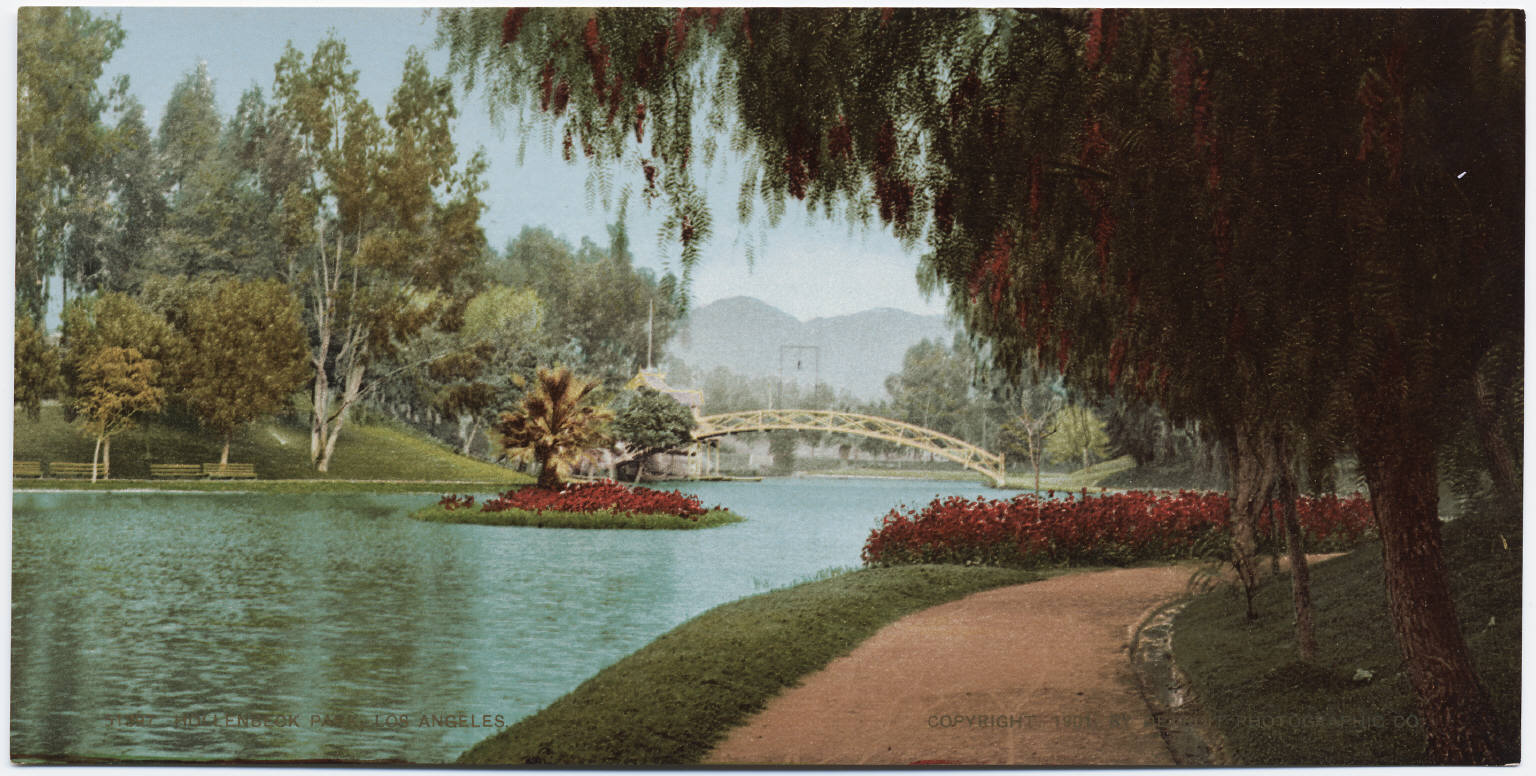
Hollenbeck Park, cartolina del 1901

Hollenbeck Park è un parco situato all'angolo tra Saint Luis e la quarta strada nel quartiere di Boyle Heights a Los Angeles in California.
Il parco comprende al suo interno un lago, un'area picnic ed un'area dedicata agli skateboard.
L'Hollenbeck Park è nato come oasi di verde nella periferia di Los Angeles. Prende il nome da John Edward Hollenbeck il fondatore della prima banca nazionale. Fu realizzato nel 1892 quando la vedova di John Edward Hollenbeck donò al sindaco di Los Angeles 21 acri di terreno necessari per la sua realizzazione.
Negli anni '50 la Golden State Freeway fu costruita a ridosso della parte ovest del parco.
Il lago all'interno dell'Hollenbeck Park fu usato nel 1929 come location del cortometraggio I due ammiragli (Men O' War) del duo comico Stanlio e Ollio.